# Wallace T. MacCaffrey
Wallace Trevethic MacCaffrey (* 20. April 1920 in La Grande, Oregon; † 13. Dezember 2013 in Cambridge, England) war ein US-amerikanischer Historiker an der Harvard University. Er galt als Kenner der Geschichte des Elisabethanischen Zeitalters.

## Leben
Wallace MacCaffrey erwarb 1942 am Reed College einen ersten Studienabschluss. Im Zweiten Weltkrieg diente er bei der Bewachung von italienischen Kriegsgefangenen. Mit Mitteln aus dem G. I. Bill konnte er an der Harvard University einen Ph.D. in Englischer Geschichte erwerben.
MacCaffrey lehrte von 1950 bis 1953 an der University of California, Los Angeles, von 1953 bis 1968 auf Empfehlung von Rex Arragon am Haverford College und von 1968 bis 1990 an der Harvard University. Hier war er zuletzt Professor emeritus, forschte aber noch am Trinity College der University of Cambridge in England.
1956 und 1982 hatte MacCaffrey jeweils ein Guggenheim-Stipendium. 1971 wurde er zum Mitglied der American Academy of Arts and Sciences gewählt.
Wallace T. MacCaffrey war seit 1956 mit der Harvard-Literaturhistorikerin Isabel Gamble MacCaffrey (1924–1978) verheiratet. Das Paar hatte keine Kinder. Sein Grab befindet sich in Girton, England. Er hinterließ dem Reed College ein Erbe von einer Million US-Dollar.

## Schriften
- Exeter, 1540–1640: The Growth of an English County Town, 1958.
- The Shaping of the Elizabethan regime: Elizabethan politics, 1558–1572, 1968.
- Queen Elizabeth and the Making of Policy, 1572–1588, 1981.
- Elizabeth I: War and Politics, 1588–1603. Princeton, Princeton University Press, 1992.